# San Giorgio in Alga
San Giorgio in Alga es una isla de la laguna de Venecia, al norte de Italia, que se encuentra entre Giudecca y Fusina (en Venecia, en la costa, cerca de Marghera). 
Hacia el año 1000 DC se fundó en la isla un monasterio benedictino al que posteriormente siguieron otros.  En 1717, un incendio quemó la mayor parte de los edificios. Desde 1799 albergó una prisión. En 1944, Segunda Guerra Mundial, la isla fue utilizada por el ejército alemán como base secreta para la formación de personal militar. Bajo la dirección del teniente comandante Wolk, se hacían prácticas para el manejo de minas destinadas contra los barcos aliados. Sólo se practicaba de noche para no ser descubiertos. Hoy día la isla esta abandonada por completo. 